# Persische Mumie
Die so genannte Persische Mumie ist eine herausragende archäologische Fälschung, die im November 2000
entdeckt wurde und zu internationalen Spannungen zwischen Iran und Pakistan führte.

## Der Fund
Bei einer Razzia in der westpakistanischen Grenzstadt Quetta wurde nach einem anonymen Hinweis im Haus des Kamelzüchters Hadji Ali Aqbar von der Polizei ein Holzschrein entdeckt, der im Inneren einen Steinsarkophag mit einer weiblichen Mumie enthielt. Sie schien 2.600 Jahre alt zu sein und sollte für 20 Millionen Dollar auf dem Antiquitäten-Schwarzmarkt verkauft werden. Der Holzschrein war unter anderem mit Keilschriftzeichen und stilisierten Zypressendarstellungen bedeckt. Die Mumie war, wie die altägyptischen Vorlagen, komplett in harzgetränkte Leinen gewickelt (inzwischen aber steinhart) und mit einer goldenen Gesichtsmaske und Krone und einer goldenen Brustplatte bedeckt, die ebenfalls Keilschriftzeichen enthielt. Laut ersten Untersuchungen der Ausstattung und Beschriftung sollte es sich bei der Mumie um die Tochter des persischen Großkönigs Xerxes I. (486–465 v. Chr.) handeln. Die Inschrift lautete: „Ich bin die Tochter des großen Königs Xerxes. Ich bin Rhodugune.“ (alternative Übersetzung auch „Ich bin Ruduamna“ oder „Rudumna“).
Die internationale Fachwelt war von diesem sensationellen Fund begeistert, handelte es sich doch hier um die erste Mumie, die außerhalb Ägyptens nach altägyptischer Technik mumifiziert gefunden wurde und zudem noch anscheinend aus Persien stammte. Zu der Zeit hatte Persien zwar seinen Einflussbereich bis nach Ägypten erstreckt und ägyptische Künstler arbeiteten auch in Persien, Mumifizierungen nach ägyptischem Vorbild schienen dort jedoch völlig unüblich gewesen zu sein. Die einzige schriftliche Quelle, die andeutete, dass auch die Perser ihre Toten in Wachs einbalsamierten, stammt aus einer Passage des griechischen Historikers Herodot über seinen Besuch bei dem Grabmal von Kyrus dem Großen. Aber auch diese Quelle stammte nur aus zweiter Hand und wurde erst 700 Jahre nach dem Besuch verfasst.

## Reaktionen
Pressemeldungen nach dem Fund führten dazu, dass die Regierung des Iran und selbst die Taliban den Fund für sich beanspruchten. Sie sei kulturelles Erbe aus dem Staatsgebiet des Iran und offensichtlich illegal exportiert worden. Die Ansprüche führten eine Zeit lang zu internationalen Spannungen zwischen Pakistan und dem Iran, die anwuchsen, als die Iraner damit drohten, sowohl Interpol als auch die UNESCO einzuschalten. Die Taliban behaupteten sogar, dass sie inzwischen die angeblichen Schmuggler gefangen und bestraft hätten.

## Untersuchungen
Bei den Untersuchungen durch die Kuratorin des Nationalmuseums in Pakistan, Dr. Asma Ibrahim, und weiteren Wissenschaftlern tauchten erste Merkwürdigkeiten auf. So wurde festgestellt, dass das Herz der Mumie fehlte. Dieses hätten aber die alten Ägypter nie entfernt, da für sie das Herz der Sitz der Seele und der Intelligenz war und für das Leben in der Nachwelt erhalten werden musste.
Bei der Analyse der Keilschriften tauchten weitere Merkwürdigkeiten auf. Die persische Prinzessin wurde zu ihren Lebzeiten Wadugana genannt. Erst viele Jahrhunderte später übersetzten die Griechen ihren Namen mit Rhodugune. Der Satz enthielt zudem einen Grammatikfehler, der von den im Auftrag des Königs arbeitenden Schreibern nie begangen worden wäre. Damit war schon die Inschrift als Fälschung entlarvt. Zudem wurden Bleistiftanzeichnungen und Vermaßungen entdeckt. Die untersuchenden Experten entschlossen sich nun, die steinharte Umwicklung der Mumie aufzuschneiden und sie weiter mit einem Computertomographen zu untersuchen. Hierbei wurde festgestellt, dass auch das Gehirn der Mumie unprofessionell von unten durch das Kinn entfernt wurde (die alten Ägypter hatten hierfür eigene Werkzeuge, mit denen das Gehirn praktisch verflüssigt durch die Nase entfernt werden konnte). Des Weiteren wurden Stücke der Umhüllung für Altersbestimmungen freigegeben.
Weiterhin wurde festgestellt, dass die Mumie einen Rückenwirbelbruch und einen Genickbruch aufwies. Bei der Untersuchung des Kopfes wurden zudem noch Faserstränge bei den Gehörknöchelchen im Ohr festgestellt. Das war der letzte Beweis, dass die Mumie professionell gefälscht und die dafür verwendete weibliche Person, nach dem Ergebnis der zusätzlich an der Universität Erlangen erfolgten Radiokohlenstoffdatierung, tatsächlich erst um 1996 gestorben war. Diese Ergebnisse waren für die pakistanische Polizei Anlass genug, den Kamelzüchter Hadji Ali Aqbar wegen Mordverdacht zu verhaften. Es ist jedoch unklar, ob die Person tatsächlich ermordet wurde oder eine geraubte Leiche für die Fälschung verwendet wurde. Anhand des Schädels wurde ein Phantombild der Person erstellt, das bei der Suche nach Hinweisen verwendet wird.
An der Fälschung der Mumie muss mehr als eine Person beteiligt gewesen sein. Es brauchte einen Kenner der Keilschrift, um die Inschriften zu fälschen, Kenntnisse in alten Mumifizierungstechniken, in Alterungstechniken, einen Steinmetz für den Sarkophag, Schnitzer für den Holzschrein etc. Nachdem später noch zwei weitere gefälschte Mumien auftauchten, vermutet man eine ganze Fälscherwerkstatt hinter den Funden. Die Hintermänner werden noch gesucht.

## Rezeption
Der Fall wurde in den vom WDR produzierten Münsteraner Tatort-Fernsehkrimi Der Fluch der Mumie aufgenommen, wo Rechtsmediziner Prof. Dr. K.-F. Boerne (Jan Josef Liefers) und Kommissar Frank Thiel (Axel Prahl) unter anderem einem betrügerischen Archäologie-Professor auf die Schliche kommen, der der Fachwelt eine selbst hergestellte „persische Mumie“ präsentiert, die sich durch die Untersuchungen der Ermittler dann aber als erst vor kurzem verstorbenes Mordopfer herausstellt.